# Souostroví Lomaiviti
Lomaiviti je fidžijské souostroví tvořené sedmi hlavními ostrovy. Pokrývají rozlohu 411 čtverečních kilometrů a obývá je 16 214 obyvatel (podle sčítání v roce 1996). Největším městem je Levuka s 3 745 obyvateli v roce 1996. Je fidžijským prvním moderním městem. V letech 1871 až 1877 bylo hlavním městem.

## Historie
Prvním zaznamenaným Evropanem, který spatřil Lomaviti byl v květnu 1789 kapitán William Bligh, plavící se na záchranném člunu do Timoru, po vzpouře na lodi Bounty. Do oblasti se vrátil roku 1792 aby dokončil své objevy.
Ostrovy Koro, Batiki a Gau byly zadrženy námořními silami Spojených států amerických v roce 1867 jako jistina na dlouhodobý dluh vůči americkému konsulu John Brown Williamsovi od Seru Epenisa Cakobau, Vunivalu, hlavního náčelníka ostrova Bau, který se prohlašoval za krále Fidži. Tento dluh byl jedním z faktorů vedoucích Cakobaua k postoupení Fidži Spojenému království v roce 1874, právě tři roky po dosažení jeho desetiletí trvajícího snu o spojení miriád fidžijských ostrovů a kmenů pod jeho vládu.

## Politika
Lomaviti tvoří jednu ze čtrnácti fidžijských provincií. Administrativně tvoří část fidžijského východního obvodu a Kubuna konfederaci, tradiční hierarchickou skupinu náčelníků západního Fidži.

## Známí Lomaiviťané
Známý původní obyvatel Lomaiviti je Simione Kaitani, ministr vlády premiéra Laisenia Qarase.